# Cerkiew św. Paraskiewy Piątnicy w Dywinie
Cerkiew św. Paraskiewy Piątnicy – prawosławna cerkiew parafialna w Dywinie na Białorusi, w dekanacie kobryńskim eparchii brzeskiej i kobryńskiej Egzarchatu Białoruskiego Patriarchatu Moskiewskiego.

## Historia
Cerkiew została zbudowana w XVIII w. z drewna w stylu regionalnym z elementami barokowymi. W początkowym okresie była to świątynia unicka. Od 1869 r. prawosławna; przebudowana w latach 1869–1870.

## Architektura
Cerkiew zbudowana została na planie prostokąta, orientowana. Obiekt posiada jedną kopułę znajdującą się na środku dachu, dwie wieże zwieńczone krzyżami, prezbiterium, balkony, ganek (tambur) z dwuspadowym dachem i apsydę. Nieopodal świątyni znajduje się wolnostojąca dzwonnica. 

## Galeria

1929
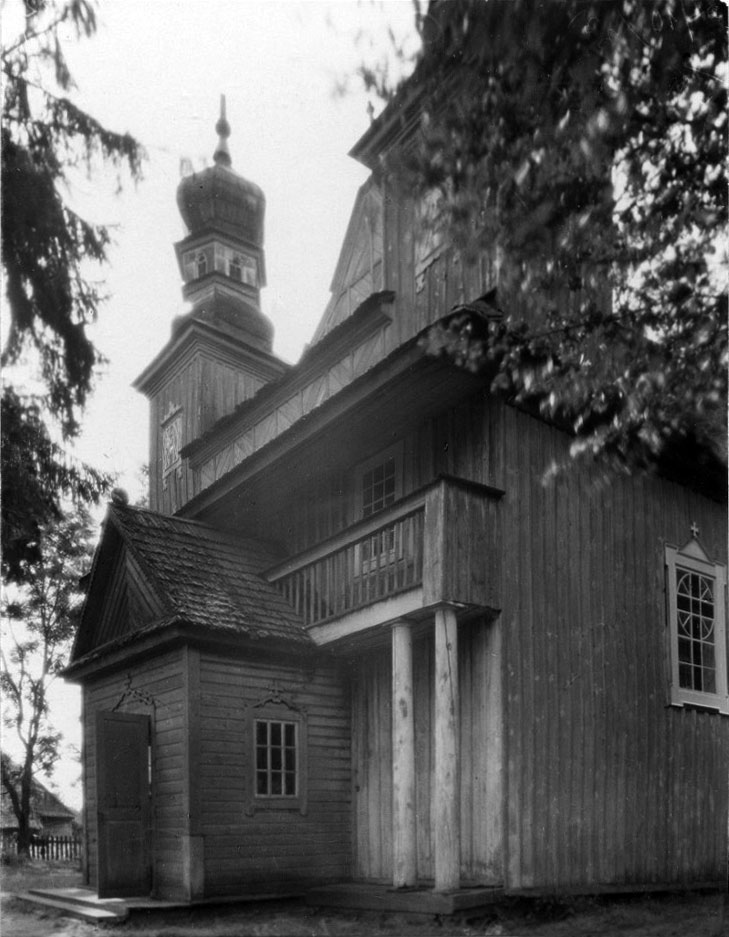
Fasada cerkiewna
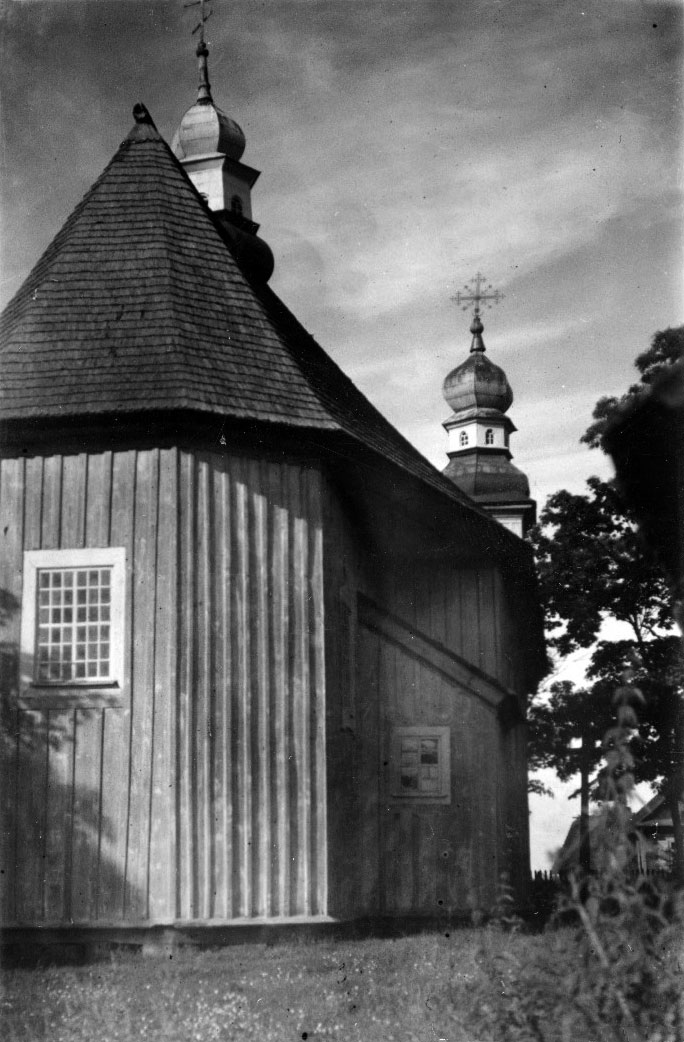
Apsyda
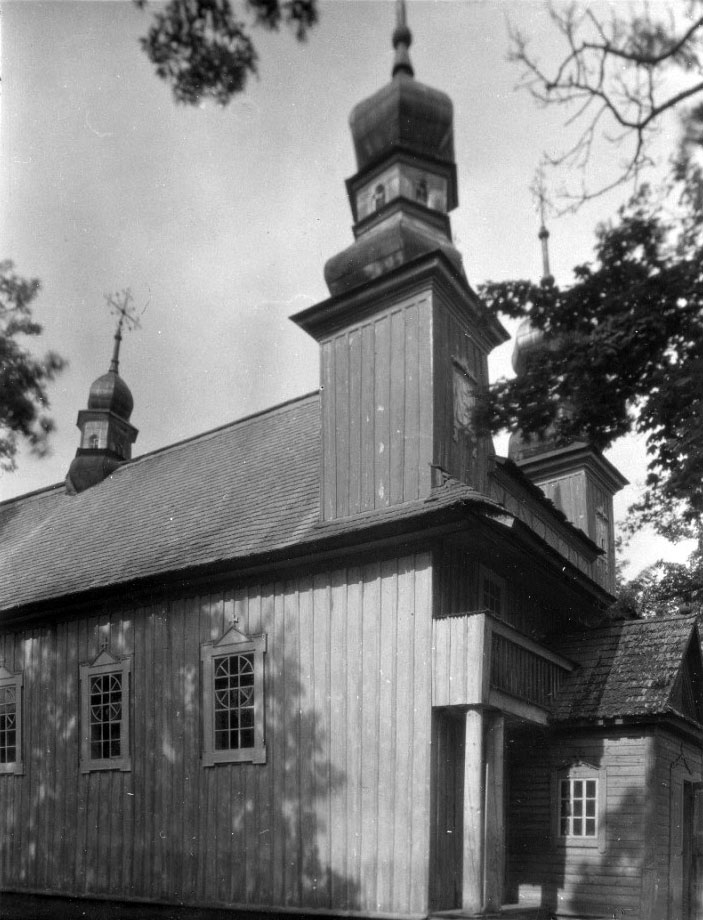
Widok na fasadę i ścianę boczną